# Apricke
Apricke ist ein Ortsteil der nordrhein-westfälischen Stadt Hemer im Märkischen Kreis. Urkundlich erstmals 1318 als Apeldarbeke erwähnt, zählt der zum Kirchspiel Deilinghofen gehörige Ortsteil 724 Einwohner. Das gleichnamige Gut war zeitweise im Besitz der Familie von Werminghausen.
Umgeben wird Apricke vom ehemaligen Standortübungsplatz Apricke der geschlossenen Blücher-Kaserne, welcher neben den militärischen Übungen auch als Naherholungsgebiet diente. Ein den Ort umgebender Wall dient seit 1983 als Schutz gegen Lärm bei militärischen Übungen. Eine militärische Nutzung erfolgte von 1940 bis Anfang des 21. Jahrhunderts. 2010 wurde das Gebiet von der Stadt Hemer und NRW-Stiftung erworben. Aus dem Standortübungsplatz Apricke wurde Apricke – Wilde Weiden am Stadtrand von Hemer wo Heckrinder und Dülmener Pferde das ganze Jahr frei grasen.
Etwa im Jahr 1850 wurde der bis dahin selbständige Ort in die Nachbargemeinde Brockhausen eingegliedert.
Erreicht werden kann Apricke über Zufahrten aus den Nachbardörfern Riemke und Deilinghofen, welche ebenfalls Teil der Gemeinde Hemer sind. Der Ortsname leitet sich von den altsächsischen Wörtern apul, dra und beki ab und bedeutet somit „Apfelbaumbach“.

## Persönlichkeiten
- Lothar Dietrich von Bönninghausen (* 1598, † 1657), General der Katholischen Liga im Dreißigjährigen Krieg
- Linus Vickermann (* 1934, † 2015), als Pater Beda bekannt gewordener Franziskaner (OFM), katholischer Missionar, verbrachte seine Jugend in Apricke